# Маяк Гриндел-Пойнт
Маяк Гриндел-Пойнт (англ. Grindel Point Light) — маяк, расположенный на входе в гавань города Айлсборо, округ Уолдо, штат Мэн, США. Построен в 1850 году. Автоматизирован в 1987 году. Назван в честь второго смотрителя, Френсиса Гриндела.

## История
В середине XIX века город Айлсборо, расположенный на одноимённом острове, стал популярным местом загородного отдыха для обеспеченных жителей Нью-Йорка и Бостона, потому возникла необходимость улучшения навигации к нему. 3 марта 1849 года Конгресс США выделил 3 500$ на создание маяка на входе в гавань города Айлсборо. Маяк был завершён в 1850 году и представлял собой кирпичный дом смотрителя, на крыше которого была небольшая башня с линзой Френеля. Но качество работ было крайне невысоким, и уже в 1874 году здание было признано «не подлежащим ремонту». Было принято решение его снести и на старом фундаменте построить новое знание. Новый маяк представлял собой квадратную коническую кирпичную башню, новый дом смотрителя был возведён неподалеку, между домом смотрителя и маяком был построен крытый переход. Комплекс зданий также включал в себя небольшую котельную и эллинг. В 1934 году маяк перестали использовать по назначению. Город Айлсборо выкупил его у Береговой охраны США за 1 200$ и превратил в музей. После многочисленных обращений граждан Береговая охрана США в 1987 году автоматизировала маяк, и он снова стал использоваться по назначению.
В 1988 году он был включён в Национальный реестр исторических мест.